# Reakcja ninhydrynowa

Schemat reakcji ninhydryny z aminokwasem

Reakcja ninhydrynowa – reakcja charakterystyczna pozwalająca wykrywać wolne grupy aminowe. Pozwala zarówno jakościowo, jak i ilościowo oznaczać aminokwasy.

## Przebieg reakcji

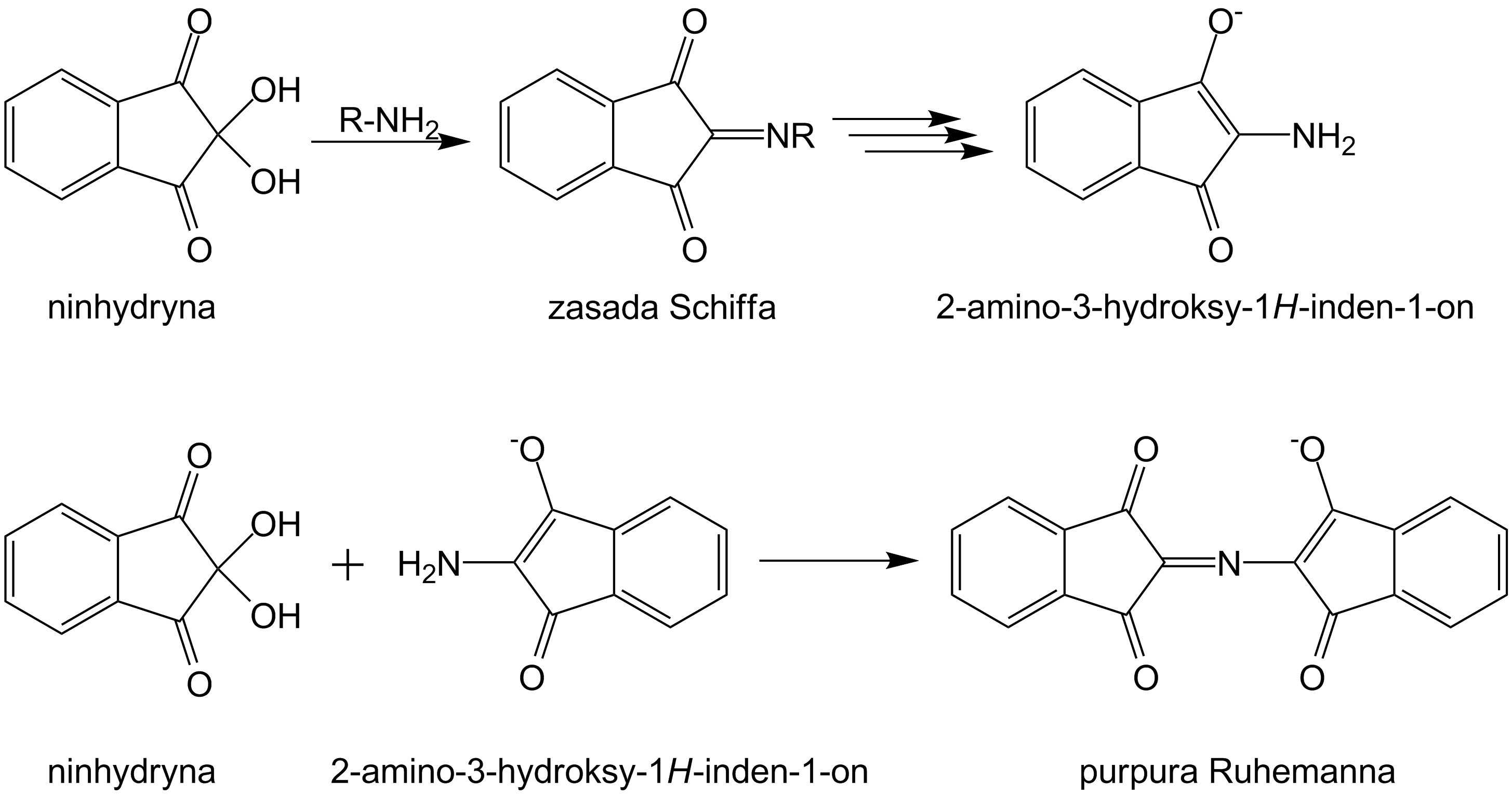
Uproszczony mechanizm reakcji ninhydrynowej

mechanizm reakcji

Aminy pierwszorzędowe w reakcji z ninhydryną wytwarzają zasadę Schiffa (iminę), która następnie w wieloetapowej reakcji rozpada się, zazwyczaj z wytworzeniem 2-amino-3-hydroksy-1H-inden-1-onu (aminokwasy w tym procesie tracą grupę aminową i ulegają dekarboksylacji do aldehydów krótszych o jeden atom węgla). Powstała pochodna aminoindenu reaguje z kolejną cząsteczką ninhydryny, tworząc kolejną zasadę Schiffa, tzw. purpurę Ruhemanna o barwie fioletowoniebieskiej.

## Zastosowanie
Reakcja jest charakterystyczna dla wszystkich aminokwasów oprócz:
- proliny – kolor żółty,
- hydroksyproliny – kolor różowy.

Dla rozpadu zasady Schiffa z pierwszego etapu konieczna jest obecność atomu wodoru na węglu α. Z tej przyczyny aminy pierwszorzędowe zawierające grupę aminową przyłączoną do trzeciorzędowego atomu węgla (np. tert-butyloamina, (CH3)3C-NH2) nie są wykrywane w tej reakcji. Natomiast w reakcji ninhydryny z aminami drugorzędowymi powstają sole iminiowe o zabarwieniu żółto-pomarańczowym.